# Glavna cesta 11
Die Glavna cesta 11 (slowenisch für Hauptstraße 11) ist eine Hauptstraße erster Klasse in Slowenien.

## Verlauf
Die Straße führt im Zug der Europastraße 751 von der Hitra cesta H5 in Koper (italienisch: Capodistria) durch das istrische Binnenland nach Dragonja und tritt kurz nach diesem Ort nach Kroatien über, wo sie in die Autobahn Autocesta A9 übergeht.
Die Länge der Straße beträgt 17,2 km.

## Geschichte
Vor 1998 trug die Straße die aus jugoslawischer Zeit übernommene Nummer M2.